# Cantonul Saint-Anthème
Cantonul Saint-Anthème este un canton din arondismentul Ambert, departamentul Puy-de-Dôme, regiunea Auvergne, Franța.

## Comune
- La Chaulme
- Grandrif
- Saint-Anthème (reședință)
- Saint-Clément-de-Valorgue
- Saint-Romain